# 頸北観光バス
頸北観光バス株式会社（けいほくかんこうバス）は、新潟県上越市に本社を置く、頸城自動車系列のバス事業者である。
頸城自動車から柿崎出張所を分離させて設立し、上越市内の柿崎区・吉川区・大潟区・頸城区において廃止代替バス（貸切免許）を運営している。
また、乗合バスのほかに貸切バスも所有する貸切バス事業者でもある。

## 拠点
- 本社営業所

新潟県上越市柿崎区柿崎6212-1
- 柿崎整備工場

新潟県上越市柿崎区柿崎6223−1

## 沿革
- 1989年10月1日 - 頸城自動車より柿崎出張所を分離し、設立。
- 2016年3月26日 - 路線バスダイヤ改正により、上直海線の全区間にデマンド運行を導入。森本線は運転免許センター上越支所への乗り入れを開始し、内雁子〜森本間の一部の便にデマンド運行を導入。

## 車両

### 乗合車両
- 国産4メーカーをまんべんなく導入しているが、近年は中古車両の導入も積極的で、いすゞ自動車を主に導入する傾向にある。
- 塗装は、親会社である頸城自動車の旧貸切塗装が中心だが、近年導入された車両は旧乗合塗装が採用されている。
- 頸城自動車と同様に、前後折戸を採用した大型9m短尺車両を所有するが、グループ内で唯一の日産ディーゼル製である。
- 水野線及び黒岩線には、トヨタ自動車のハイエース（2台保有）が充当され、デマンドバスとして運行される。

### 貸切車両
- 塗装は、頸城自動車グループの貸切車両と共通のものが中心である。

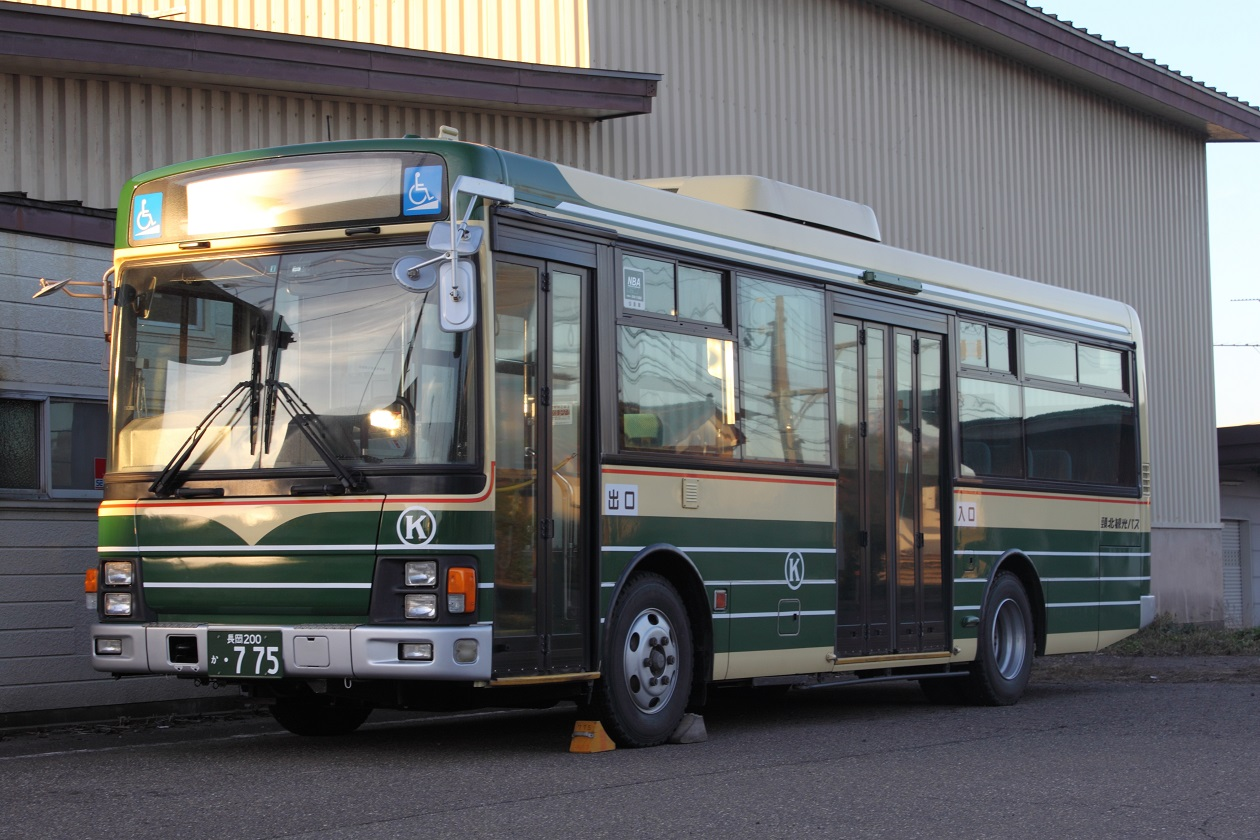
頸城自動車の旧乗合塗装を復刻した乗合車両
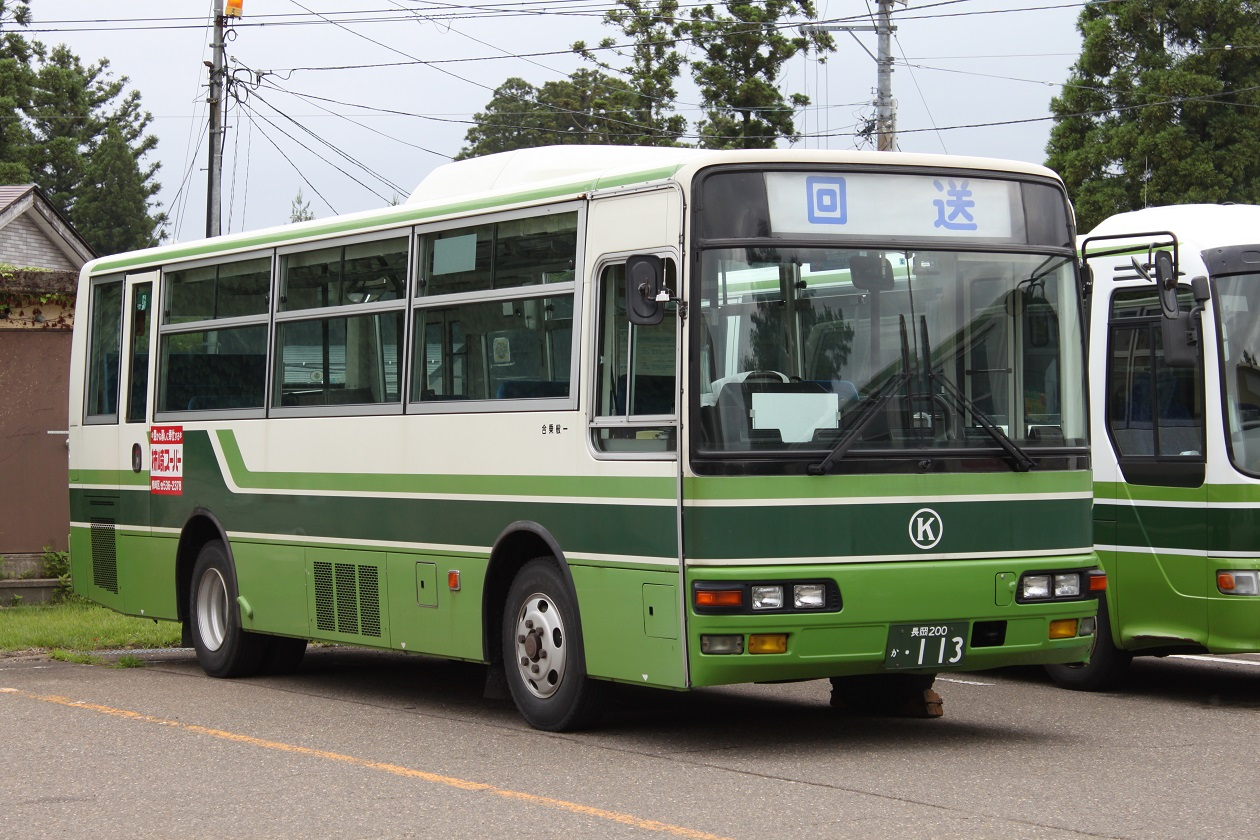
頸城自動車の旧貸切塗装を纏った乗合車両
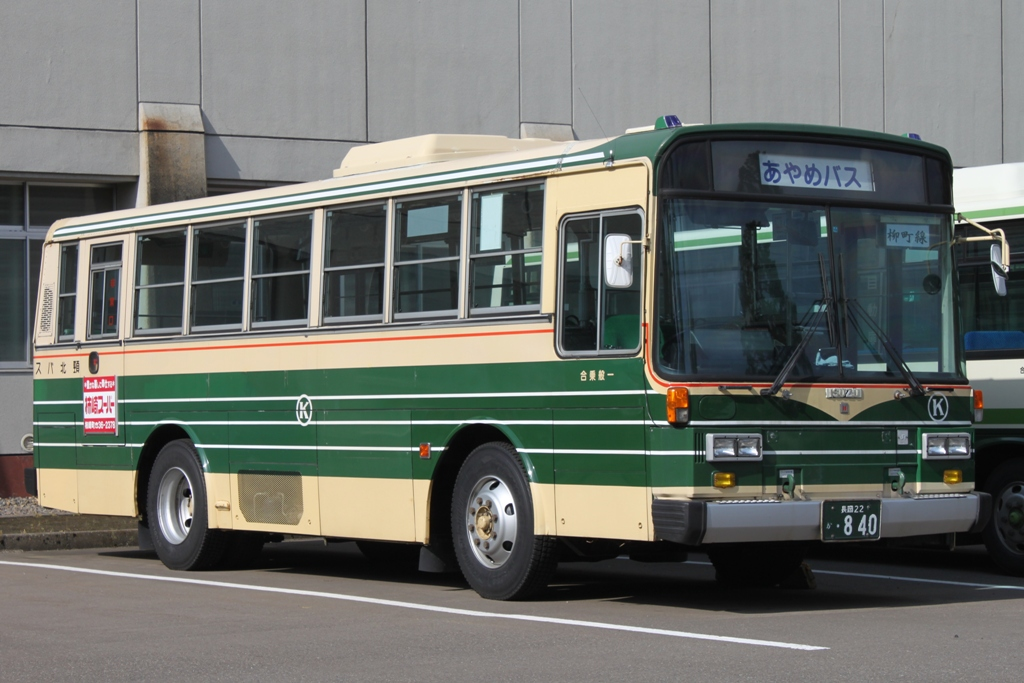
頸北観光バス・路線バス車両
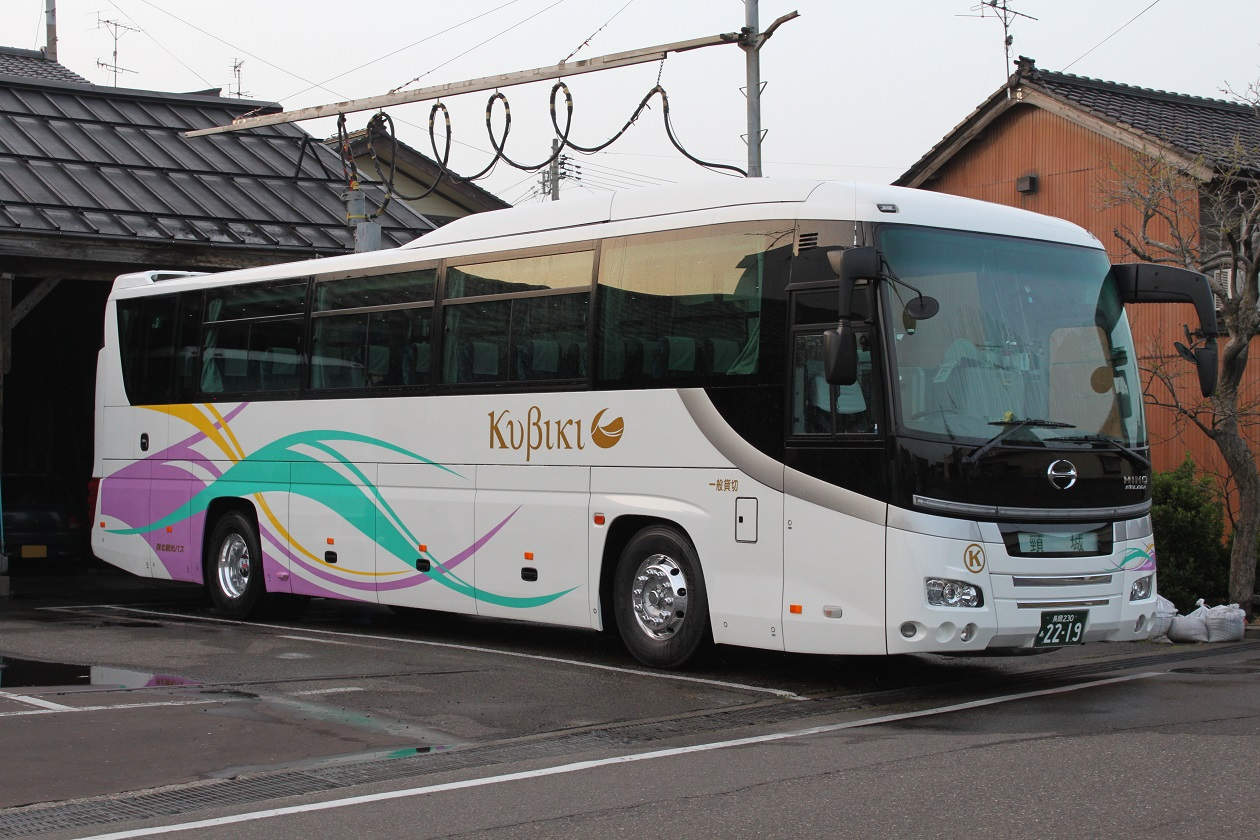
頸城自動車グループ共通の塗装を纏った貸切車両

## 運行路線

### 廃止代替バス路線
81　吉川西部循環線（上下浜駅前経由）
- （吉川中学校→）吉川区総合事務所→原之町→町営住宅前→竹直→長峰温泉→上下浜駅前→長峰温泉→梶→町田→原之町→吉川区総合事務所（→吉川中学校）

82　吉川西部循環線（くびき駅前経由）
- 吉川区総合事務所→原之町→山方→六万部→町田入口→中島北→くびき駅前→町田入口→長峰温泉→竹直→原之町→吉川区総合事務所（→吉川中学校）

83　山直海線（※吉川区総合事務所前〜尾神間は、一部デマンド便）
- 柿崎BT - 下小野学校前 - 代石 - 吉川区総合事務所前（ - 村屋 - 尾神）

84　泉谷・勝穂循環線（①後生寺先回り・②平等寺先回り）
- ①（吉川中学校→）吉川区総合事務所前→原之町→代石→後生寺東→平等寺→川崎→原之町→吉川区総合事務所前（→吉川中学校）
- ②吉川区総合事務所前→原之町→川崎→平等寺→後生寺東→代石→原之町→吉川区総合事務所

85　黒岩線（※高畑〜くろかわ診療所前〜黒岩間は、全便デマンド便）
- 柿崎BT - 下小野学校前 - 高畑（ - 米山寺 - くろかわ診療所前 - 黒岩）

86　上直海線
- 柿崎BT→山谷入口→下小野学校前→上直海→馬正面→柿崎BT
  - 予約型乗合バスとして運行されている。

87　水野線（※高畑〜くろかわ診療所前〜水野間は、全便デマンド便）
- 柿崎BT - 下小野学校前 - 高畑（ - 岩野 - くろかわ診療所前 - 水野）

頸城地区巡回バス
- 25　犀潟駅線
  - 海洋センター前→頸城中学校前→舟津→下米岡→城野腰→犀潟駅前
  - 犀潟駅前→城野腰→松橋→舟津→頸城中学校前→海洋センター前
- 26　黒井駅線
  - 海洋センター前 - 望ヶ丘 - 南川小学校 - 黒井駅南口 - 南川小学校 - 北四ツ屋北 - 頸城中学校前 - 海洋センター前
- 27　くびき駅線
  - 海洋センター前 - 頸城中学校前 - 上増田 - くびき駅前 - 矢住 - 明治小学校南門 - 上増田 - 頸城中学校前 - 海洋センター前
- 28　柳町線
  - 海洋センター前→寺柳→（大谷内西）→下柳町→海洋センター前
    - 大谷内西は11月～3月の間のみ経由。
- 29　大池線（市営バス）
  - 海洋センター前 - 仁野分西 - 大池いこいの森駅 - 玄僧東 - 大池いこいの森駅 - 森本東 - 海洋センター前

## 廃止路線
23　柿崎・森本線（増田線）（※長峰〜森本間は、一部デマンド便）
- 柿崎BT〜新旭町〜（免許センター）〜馬正面〜長峰（〜内雁子〜梶十文字〜くびき駅〜上増田〜森本）
  - 2021年4月1日 - 路線廃止。

24　吉川くびき駅線
- （吉川中学校〜）吉川区総合事務所前〜田尻〜町田入口〜くびき駅前
  - 2017年4月1日 - 路線廃止。